# Фунтово-2
Фу́нтово-2 — село в Приволжском районе Астраханской области, входит в состав Фунтовского сельсовета.

## Население
Большую часть населения составляют астраханские туркмены-абдалы, предки которых переселились на эту территорию из-за Каспийского моря в конце XVIII века.
| 2002 | 2010 |
| ---- | ---- |
| 321  | ↗430 |

Этнический состав
| Национальность | Численность (2010) | Процент |
| -------------- | ------------------ | ------- |
| Туркмены       | 272                | 64,6%   |
| Татары         | 41                 | 9,7%    |
| Русские        | 38                 | 9%      |
| Казахи         | 22                 | 5,2%    |
| Аварцы         | 19                 | 4,5%    |
| Лезгины        | 11                 | 2,6%    |
| Табасараны     | 8                  | 1,9%    |
| Чеченцы        | 3                  | 0,7%    |
| Всего          | 421                | 100%    |

## Физико-географическая характеристика
Село расположено в юго-западной части Приволжского районе на берегу ерика Царёв. Расстояние до Астрахани составляет 17 километров (до центра города), до районного центра села Началова — 15 километров.
Село подразделяется на две части, разделённые примерно тремя километрами дороги. Менее населённая южная часть, известная под названием Байбачал, в некоторых источниках упоминается как самостоятельный населённый пункт.
Климат резко континентальный, с жарким и засушливым летом и бесснежной ветреной, иногда с большими холодами, зимой. Согласно классификации климатов Кёппена-Гейгера тип климата — семиаридный (индекс BSk).
Часовой пояс
Фунтово-2, как и вся Астраханская область, находится в часовой зоне МСК+1. Смещение применяемого времени относительно UTC составляет +4:00.